# Tours-en-Savoie
Tours-en-Savoie är en kommun i departementet Savoie i regionen Auvergne-Rhône-Alpes i sydöstra Frankrike. Kommunen ligger i kantonen Albertville-Sud som tillhör arrondissementet Albertville. År 2022 hade Tours-en-Savoie 905 invånare.

## Befolkningsutveckling
Antalet invånare i kommunen Tours-en-Savoie
| Referens: INSEE |